# Türkische Botschaft Peking
Die Türkische Botschaft Peking (offiziell: Botschaft der Republik Türkei Peking; Türkiye Cumhuriyeti Pekin Büyükelçiliği oder T.C. Pekin Büyükelçiliği) ist die höchste diplomatische Vertretung der Republik Türkei in der Volksrepublik China. Seit 2009 residiert Murat Salim Esenli als Botschafter der Republik Türkei in dem Botschaftsgebäude.
Die diplomatischen Beziehungen zwischen der Türkei und China wurden am 8. August 1971 begründet. Die Generalkonsulate von Shanghai und Hong Kong sind der Botschaft Peking unterstellt.